# Indimedija
Indimedija (engl. Indymedia, skraćeno od 
Independent Media - nezavisni medij) je svetska mreža alternativnih medija i nezavisnih dopisnika, koji najčešće dele alterglobalistički pogled na politička dešavanja. 
Indimedija je medij otvorenog tipa, gde svako može objaviti i komentarisati vest. Nastala je 1999. godine iz potrebe za objektivnim obaveštavanjem samoniklih organizacija i aktivista za vreme protesta protiv Svetske trgovinske organizacije (STO) u Sijetlu. 
Od snimljenog materijala Indimedija Sijetl je proizvela seriju dokumentarnih filmova koje je distribuirala širom SAD i sveta. Indimedija, pored filmske produkcije, je takođe izdavala i novine, kao i hiljade audio segmenata emitovanih putem interneta i radija. 
U narednih par godina je, kroz decentralizovanu mrežu, hiljade medijskih aktivista je uspostavilo lokalne indimedije, prvo u Londonu, Kanadi, Meksiko Sitiju, Pragu, Belgiji, Francuskoj, Italiji, i mnogim drugim zemljama. Danas su Indimedija centri uspostavljeni na svakom kontinentu.
Neki od principa rada indimedije su:
- omogućiti informacionu strukturu za ljude i mišljenja, koja nemaju pristupa talasima i resursima korporativnih medija.
- podržavanje lokalne, regionalne i globalne borbe protiv eksploatacije i represije.
- funkcionisanje na nekomercijalnim, nekorportativnim i antikapitalističkim principima.

Nezavisne medijske mreže izveštavaju pre svega o događajima iz sveta radikalnog aktivizma, alterglobalizma i o ostalim stvarima o kojima nije moguće saznati na mejnstrim medijima.

## Spoljašnje veze
- Beogradska Indimedija
- Hrvatska Indimedija
- Svetska Indimedija